# Bailliage de Bulle
1536–1798
Entités précédentes :
- Principauté épiscopale de Lausanne

Entités suivantes :
- Canton de Sarine et Broye

Le bailliage de Bulle est un bailliage situé dans l'actuel canton de Fribourg, en Suisse. Il est créé en 1536 et disparaît en 1798.

## Baillis
Les baillis sont les suivants :
- 1628 : Pierre d'Alt[1] ;
- 1787-1792 : Tobie de Buman[2] ;